# 反ド・ジッター空間
数学と物理学において、反ド・ジッター空間(はんどじったーくうかん、英: Anti-de Sitter space)とは、最大の対称性を持ち、負の定スカラー曲率を持つローレンツ多様体である。n次元の反ド・ジッター空間は AdSn と表記される。

## 名称
反ド・ジッター空間とド・ジッター空間は、ライデン大学の天文学の教授で、ライデン天文台の天文台長であったウィレム・ド・ジッター (1872–1934) の名前に因んでいる。
ウィレム・ド・ジッターとアルベルト・アインシュタインは、1920年代にライデンで、宇宙の時空の構造について研究を共にした。

## 概要
定曲率の多様体は、正の定曲率の表面である、2次元の球体の表面の場合とほぼ同じである。平らな（ユークリッドの）平面は、零の定曲率の表面であり、双曲平面は負の定曲率の表面である。
アインシュタインの一般相対性理論は、時空間を対等な立場に置いているので、空間と時間をバラバラであるとみなす代わりに、統一された時空の幾何学とみなしている。定曲率の時空の事例は、ド・ジッター空間（正）とミンコフスキー空間（零）と反ド・ジッター空間（負）である。それ自体は、それらは、それぞれが正、零または負の宇宙定数の空宇宙におけるアインシュタイン方程式の厳密解である。
反ド・ジッター空間はどんな次元の宇宙にも一般化する。より高次元では、AdS/CFT対応における役割として知られている。そして、AdS/CFT対応は、弦が1次元を追加した反ド・ジッター空間に存在している弦理論における、ある次元数（例えば4次元）における（電磁気学や弱い力、強い力のような）量子力学の力を記述することが可能だと示唆している。

## 専門的ではない説明
この解説ではまず、この記事の冒頭で使われている用語の定義について、専門用語を使わずに説明する。次に、一般相対論的な時空というものの基本的な考え方を簡単に説明する。そして、ド・ジッター空間が一般相対性理論の通常の時空（ミンコフスキー空間）の宇宙定数に関する異なる変種を記述していること、反ド・ジッター空間がド・ジッター空間とどう異なるかを論じる。また、一般相対性理論に適用されるミンコフスキー空間、ド・ジッター空間、反ド・ジッター空間は、いずれも平坦な5次元時空に埋め込まれていると考えることができることを説明する。最後に、この非専門的な説明では、数学的概念の詳細を完全に把握できないことを一般論として説明し、いくつかの注意点を挙げている。

### 翻訳された専門用語
最大の対称性を持つローレンツ多様体とは、どんな時間・空間上の一点も他の点と区別できない（特別な点を持たない）様な時空間である。（ローレンツのように）方向（または、時空間の一点での経路の接線）を区別する唯一の方法は、それが空間的であるか、光的であるか、時間的であるかである。特殊相対性理論の空間（ミンコフスキー空間）が1つの事例である。
定スカラー曲率とは、一般相対性理論の重力のような時空の歪みであり、時空に物質やエネルギーが存在していない場合、どこでも同じである様な1つの数字で記述される曲率を持っている時空間を表す。
負の曲率とは、双曲的に、すなわち鞍の表面やガブリエルのラッパの表面のように曲がっていることを意味し、トランペットのベルの表面とも似ている。正の曲率を持っている球面とはある意味「反対」とも言える。

### 一般相対性理論における時空
一般相対性理論は、時間、空間そして重力の性質の理論である。重力は、物質とエネルギーの存在から引き起こされる、空間と時間の曲率である。（等式 {\displaystyle E=mc^{2}} で表現されるように）エネルギーと質量は等しく、空間と時間はそれぞれ光速を変換単位として等価な量に翻訳することができる。
日常的な現象とのアナロジーとして考えよう。重い物質をゴムの平らなシート上に置くことで生じるシート上のくぼみは、近くを進んでいる小さい物質が載っている軌道に影響する。その小さい物質は、重い物質が存在していない時に従う軌道より内側に逸れ、これがいわゆる「重力」である。無論、一般相対性理論では、小さい物質と大きい物質の両方が相互に時空間の曲率に影響する。
物質によって生じる重力の引力は、時空間の負の曲率が原因であり、（トランペットのベルのような）そのシート上の負の曲線のくぼみによる、ゴムシートとのアナロジーで表現できる。
一般相対性理論の非常に重要な特徴は、電磁力学のような従来の力のようではなく、物質とエネルギーの存在によって生じる時空間の形状の変化として重力を記述するということである。
上のアナロジーは、３つ目の次元が重力の影響に対応している様な3次元の超空間での一般相対性理論において、重力によって引き起こされる2次元空間の曲率を記述している。我々の住んでいる４次元時空の一般相対性理論について幾何学的に考察するには、現実世界の4次元時空間での重力の影響を、五番目の次元が一般相対性理論における重力や重力的な効果によって生まれる時空での曲率に対応している様な5次元空間に投影すればよい。
結果として、一般相対性理論では、馴染み深いニュートンの重力の方程式 {\displaystyle \textstyle F=G{\frac {m_{1}m_{2}}{r^{2}}}\ } （すなわち、重力による引力の大きさは（万有引力定数）×（２物体の質量の積）÷（2物体間の距離）に等しい）は、一般相対性理論で見られる重力の効果の近似にすぎない。しかしながら、この近似は、極端な物理的状況下（光速に近いような相対論的な速度や、超高密度の質量が存在する様な状況）で不正確になる。
馴染み深いニュートンの重力の方程式と一般相対性理論の間のいくつかの相違は、一般相対性理論の重力が、空間だけではなく時間と空間の両方を曲げるという事実から導かれる。普通の状況下では、ニュートンの重力と一般相対性理論の間の相違は、精密機器でのみ検出可能であるほどに、重力はわずかにしか時間を曲げない。

### 一般相対性理論におけるド・ジッター空間
ド・ジッター空間は、物質やエネルギーが存在しない場合に、時空がわずかに湾曲する一般相対性理論で予言される歪みを表す。これは、ユークリッド幾何学と非ユークリッド幾何学の関係に似ている。
物質やエネルギーがない場合の時空の本質的な歪みは、一般相対性理論では宇宙定数でモデル化されている。これは、真空がエネルギー密度と圧力を持つことに相当する。この時空の幾何学の結果、最初は平行な時空の測地線が発散し、時空断面が正の曲率を持つようになる。

### ド・ジッター空間と反ド・ジッター空間の違い
一般相対性理論における反ド・ジッター空間は、時空の曲率の符号を変えた以外は、ド・ジッター空間と似ている。反ド・ジッター空間では、物質やエネルギーがないため、空間的な曲率は負となり、双曲幾何学に対応し、最初は平行な時間的な測地線が最終的に交差する。これは負の宇宙定数に相当し、空の空間自体は負のエネルギー密度を持つが、正の圧力を持つ。これは我々の宇宙を記述する標準的なΛ-CDMモデルでは遠くの超新星の観測により（漸近的な）ド・ジッター空間に対応する正の宇宙定数が示唆されていることとは対照的である。
反ド・ジッター空間では、ド・ジッター空間と同様に、固有の時空の曲率が宇宙定数に対応する。

### 5次元への埋め込みとして見たときのド・ジッター空間と反ド・ジッター空間
上述のアナロジーは、一般相対性理論における重力による2次元空間の曲率を、特殊相対性理論のミンコフスキー空間のように平坦な3次元の埋め込み空間で記述するものである。平坦な5次元の空間にド・ジッター空間と反ド・ジッター空間を埋め込むことで、埋め込まれた空間の特性を決定することができる。埋め込み空間内の距離や角度は、5次元の平面空間の単純な性質から直接決定することができる。
反ド・ジッター空間は、観測された宇宙定数をもつ一般相対性理論における重力には対応しないが、量子力学における他の力（電磁気学、弱い核力、強い核力など）には対応すると考えられている。これをAdS/CFT対応と呼ぶ。

### 注意
この後は、これらの概念の詳細を、より厳密で正確な数学的・物理的記述で説明する。人間は5次元以上のものを視覚化するのに不向きであるが、数式はそのような問題とは無縁で、視覚化しやすい3次元や4次元の概念を数式で表現するのと同じように、5次元の概念を適切に表現することができるのである。
上記のド・ジッター空間と反ド・ジッター空間の類推に基づく発見的記述とは異なる、より正確な数学的記述の特に重要な意味がある。反ド・ジッター空間の数学的記述は、曲率の概念を一般化する。この数学的記述では、曲率は特定の点の性質であり、時空の曲がった点が融合する目に見えない表面とは切り離すことができる。そのため、たとえば、現実の幾何学では表現しきれない特異点（一般相対性理論で最も広く知られているのはブラックホール）のような概念も、数学的な方程式の特定の状態に対応させることができるのである。
また、この数学的記述は、一般相対性理論における空間的次元と時間的次元の微妙な区別を捉えることができる。

## 定義と性質
球面空間や双曲面空間が、1つ高い次元の平坦空間（それぞれ球面と疑球面）における等長埋め込みによって可視化できるのと同様に、反ド・ジッター空間は1つの追加次元でのローレンツ的な類推物から可視化できる。本記事では時間的方向の計量は負であるという規約を採用する。

平坦な (1 + 2)-次元空間に埋め込まれた (1 + 1)-次元反ド・ジッター空間の図。t_{1}-軸と t_{2}-軸は回転対称面内にあり、x_{1}-軸はその面の法線方向である。埋め込まれた表面には、x_{1} 軸を回る時間的閉曲線が存在するが、この時間的閉曲線は埋め込みを「展開」することで（より正確には、普遍被覆をとることで）消滅する。

符号 (p, q) の反ド・ジッター空間は、座標が (x1, ..., xp, t1, ..., tq+1) であり、準球面
{\displaystyle \sum _{i=1}^{p}x_{i}^{2}-\sum _{j=1}^{q+1}t_{j}^{2}=-\alpha ^{2},}
の計量
{\displaystyle ds^{2}=\sum _{i=1}^{p}dx_{i}^{2}-\sum _{j=1}^{q+1}dt_{j}^{2}}
である空間 {\displaystyle \mathbb {R} ^{p,q+1}} へ等長埋め込みができる。ここで {\displaystyle \alpha } は非負の次元の大きさの定数である（曲率半径）。これは原点からの「距離」（二次形式で決定される）が一定である点の集まりという意味で（一般化）球面であるが、視覚的には図のように双曲面である。
反ド・ジッター空間における計量は、アンビエント計量から導出される。計量は非退化でありローレンツ的符号を持つ。
q = 0 の場合、この構成は標準的な双曲面空間を与える。以降は q ≥ 1 に関して議論する。

### 時間的閉曲線と普遍被覆
q ≥ 1 の場合、上記の埋め込みは時間的閉曲線を持つ。例えば、{\displaystyle t_{1}=\alpha \sin(\tau ),t_{2}=\alpha \cos(\tau ),} でパラメータ化され、他の座標値はすべてゼロである経路は時間的閉曲線となる。q ≥ 2 の場合、これらの曲線は幾何学に固有であるが（当然、2以上の時間次元をもつどの空間も時間的閉曲線を持つ）、q = 1 の場合は、時間的閉曲線は普遍被覆空間を通ると消滅し、実質的に埋め込みが「展開」される。似た現象は、疑球面でも発生する。双曲面は曲がらない一方で疑球面は曲がる。結果的に疑球面には自己交差する直線（測地線）が含まれるが、双曲面には含まれない。反ド・ジッター空間を埋め込まれた準球面自体と等価であると定義する著者が存在する一方、反ド・ジッター空間を埋め込みの普遍被覆と等価であると定義する著者も存在する。

### 対称性
普遍被覆を採用しない場合、(p, q) 反ド・ジッター空間はその等長群として O(p, q + 1) を有する。普遍被覆を採用する場合、等長群は O(p, q + 1) の被覆となる。これは、反ド・ジッター空間を以下で与える商空間の構成を用いて対称空間と定義すると、簡単に理解できる。

## 座標パッチ
空間の一部を被覆する座標パッチから反ド・ジッター空間の半空間座標化が得られる。このパッチに対する計量テンソルは  
{\displaystyle ds^{2}={\frac {1}{y^{2}}}\left(-dt^{2}+dy^{2}+\sum _{i}dx_{i}^{2}\right),}
{\displaystyle y>0} であれば半空間が得られる。この計量は平坦なミンコフスキー時空の半空間と共形合同であることが容易にわかる。
この座標パッチの一定な時間スライスは、ポアンカレ半空間計量における双曲空間となる。{\displaystyle y\to 0} の極限では、この半空間計量はミンコフスキー計量 {\displaystyle ds^{2}=-dt^{2}+\sum _{i}dx_{i}^{2}} と共形合同である。このように、反ド・ジッター空間は無限遠において共形的なミンコフスキー空間を含む（「無限遠」とはこのパッチにおける y 座標がゼロの点を含む）。
AdS 空間において時間は周期的である一方、その普遍被覆は非周期的な時間を持つ。上記の座標パッチは時空の半周期を被覆する。
AdSの 共形的無限遠は時間的であるため、共形的無限遠に関する境界条件がない限り、空間的な超表面における最初の情報を特定しても未来の時間発展は一意に定まらない（すなわち、決定論的に定まらない）

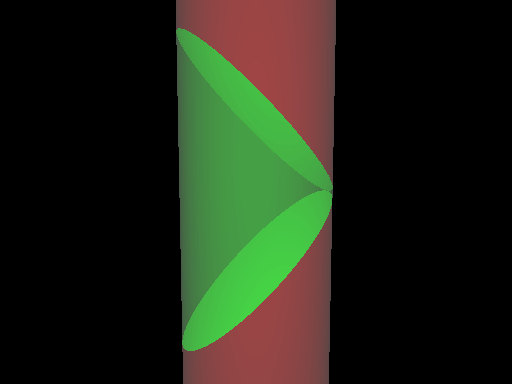
反ド・ジッター空間の「半空間」領域とその境界面

ほかの一般的に用いられる全空間を被覆する座標系は、座標 t, {\displaystyle r\geqslant 0} と超極座標 α, θ, φ で与えられる。
{\displaystyle ds^{2}=-\left(k^{2}r^{2}+1\right)dt^{2}+{\frac {1}{k^{2}r^{2}+1}}dr^{2}+r^{2}d\Omega ^{2}}
隣の画像は反ド・ジッター空間の「半空間」領域とその境界を表している。円筒内部は反ド・ジッター時空に対応し、円筒の境界面はその空間の共形的境界に対応する。円筒内部の緑色の領域は半空間座標とよって被覆される AdS の領域に対応し、この半空間座標は2つのヌル的（光的）測地線超平面によって範囲が限定されている。円筒表面の緑色の領域はミンコフスキー空間によって被覆される共形空間の領域に対応する。
緑色の領域はAdS空間の半分と、共形時空の半分を被覆している。緑色の円板の左端は右端と同様に接する。

## 等質対称空間としてのAdS
2次元球面
{\displaystyle S^{2}={\frac {\mathrm {O} (3)}{\mathrm {O} (2)}}}
が2つの直交群の商であるのと同様に、パリティ付き反ド・ジッター空間（鏡映対称）と時間反転対称性は2つの一般直交群の商となる：
{\displaystyle \mathrm {AdS} _{n}={\frac {\mathrm {O} (2,n-1)}{\mathrm {O} (1,n-1)}}}
一方、P や C のない AdS はスピン群の商となる：
{\displaystyle {\frac {\mathrm {Spin} ^{+}(2,n-1)}{\mathrm {Spin} ^{+}(1,n-1)}}}
商表現によって {\displaystyle \mathrm {AdS} _{n}} に等質空間の構造が生じる。一般直交群 {\displaystyle o(1,n)} のリー代数は行列によって与えられる：
{\displaystyle {\mathcal {H}}={\begin{pmatrix}{\begin{matrix}0&0\\0&0\end{matrix}}&{\begin{pmatrix}\cdots 0\cdots \\\leftarrow v^{t}\rightarrow \end{pmatrix}}\\{\begin{pmatrix}\vdots &\uparrow \\0&v\\\vdots &\downarrow \end{pmatrix}}&B\end{pmatrix}}},
ここで {\displaystyle B} は歪対称行列である。{\displaystyle {\mathcal {G}}=\mathrm {o} (2,n)} のリー代数における補助的（complementary）生成子は以下の通り：
{\displaystyle {\mathcal {Q}}={\begin{pmatrix}{\begin{matrix}0&a\\-a&0\end{matrix}}&{\begin{pmatrix}\leftarrow w^{t}\rightarrow \\\cdots 0\cdots \\\end{pmatrix}}\\{\begin{pmatrix}\uparrow &\vdots \\w&0\\\downarrow &\vdots \end{pmatrix}}&0\end{pmatrix}}.}
これら2つは {\displaystyle {\mathcal {G}}={\mathcal {H}}\oplus {\mathcal {Q}}} を満たす。陽的な行列計算によって
{\displaystyle [{\mathcal {H}},{\mathcal {Q}}]\subseteq {\mathcal {Q}}} と {\displaystyle [{\mathcal {Q}},{\mathcal {Q}}]\subseteq {\mathcal {H}}} がわかる。このように、反ド・ジッター空間はen:reductive homogeneous spaceであり、非リーマン対称空間である。

## 反ド・ジッター空間とその性質の単純な定義
{\displaystyle \mathrm {AdS} _{n}} は負の宇宙定数 {\displaystyle \Lambda }, ({\displaystyle \Lambda <0}) を持つアインシュタイン・ヒルベルト作用の n-次元の解である。この理論は以下のラグランジアン密度によって表現される：
{\displaystyle {\mathcal {L}}={\frac {1}{16\pi G_{(n)}}}(R-2\Lambda )},
ここで G(n) は n-次元時空における万有引力定数である。
したがって、これはアインシュタイン方程式の解となる：
{\displaystyle G_{\mu \nu }+\Lambda g_{\mu \nu }=0}
ここで {\displaystyle G_{\mu \nu }} はアインシュタインテンソル、{\displaystyle g_{\mu \nu }} は時空の計量である。半径 {\displaystyle \alpha } を {\displaystyle \Lambda ={\frac {-(n-1)(n-2)}{2\alpha ^{2}}}} となるように導入すると、この解は符号が {\displaystyle (-,-,+,\cdots ,+)} であり、以下の制約を満たす {\displaystyle n+1} 次元時空にはめ込まれる：
{\displaystyle -X_{1}^{2}-X_{2}^{2}+\sum _{i=3}^{n+1}X_{i}^{2}=-\alpha ^{2}}

### グローバル座標
{\displaystyle \mathrm {AdS} _{n}}はグローバル座標において、以下のようにパラメータ {\displaystyle (\tau ,\rho ,\theta ,\varphi _{1},\cdots ,\varphi _{n-3})} で表現できる：
{\displaystyle {\begin{cases}X_{1}=\alpha \cosh \rho \cos \tau \\X_{2}=\alpha \cosh \rho \sin \tau \\X_{i}=\alpha \sinh \rho \,{\hat {x}}_{i}\qquad \sum _{i}{\hat {x}}_{i}^{2}=1\end{cases}}}
ここで {\displaystyle {\hat {x}}_{i}} は {\displaystyle S^{n-2}} 球面のパラメータである。すなわち、{\displaystyle {\hat {x}}_{1}=\sin \theta \sin \varphi _{1}\dots \sin \varphi _{n-3}}, 
{\displaystyle {\hat {x}}_{2}=\sin \theta \sin \varphi _{1}\dots \cos \varphi _{n-3}},
{\displaystyle {\hat {x}}_{3}=\sin \theta \sin \varphi _{1}\dots \cos \varphi _{n-2}} etc. となる。この座標系における {\displaystyle \mathrm {AdS} _{n}} の計量は：
{\displaystyle ds^{2}=\alpha ^{2}(-\cosh ^{2}\rho \,d\tau ^{2}+\,d\rho ^{2}+\sinh ^{2}\rho \,d\Omega _{n-2}^{2})}
ここで {\displaystyle \tau \in [0,2\pi ]} であり {\displaystyle \rho \in \mathbb {R} ^{+}} である。時間 {\displaystyle \tau } の周期性を考慮すると、時間的閉曲線（CTC）を避けるために、普遍被覆 {\displaystyle \tau \in \mathbb {R} } を取る必要がある。極限 {\displaystyle \rho \to \infty } において、ふつう {\displaystyle \mathrm {AdS} _{n}} 共形的境界と呼ばれる、この時空の境界に達する。
{\displaystyle r\equiv \alpha \sinh \rho } と {\displaystyle t\equiv \alpha \tau } という変換により、グローバル座標における通常の {\displaystyle \mathrm {AdS} _{n}} 計量が得られる：
{\displaystyle ds^{2}=-f(r)\,dt^{2}+{\frac {1}{f(r)}}\,dr^{2}+r^{2}\,d\Omega _{n-2}^{2}}
ここで {\displaystyle f(r)=1+{\frac {r^{2}}{\alpha ^{2}}}} である。

### ポアンカレ座標
以下のパラメータ表示によって、
{\displaystyle {\begin{cases}X_{1}={\frac {\alpha ^{2}}{2r}}(1+{\frac {r^{2}}{\alpha ^{4}}}(\alpha ^{2}+{\vec {x}}^{2}-t^{2}))\\X_{2}={\frac {r}{\alpha }}t\\X_{i}={\frac {r}{\alpha }}x_{i}\qquad i\in \{3,\cdots ,n\}\\X_{n+1}={\frac {\alpha ^{2}}{2r}}(1-{\frac {r^{2}}{\alpha ^{4}}}(\alpha ^{2}-{\vec {x}}^{2}+t^{2}))\end{cases}}}
ポアンカレ座標における {\displaystyle \mathrm {AdS} _{n}} 計量は以下のようになる：
{\displaystyle ds^{2}=-{\frac {r^{2}}{\alpha ^{2}}}\,dt^{2}+{\frac {\alpha ^{2}}{r^{2}}}\,dr^{2}+{\frac {r^{2}}{\alpha ^{2}}}\,d{\vec {x}}^{2}}
ここで {\displaystyle 0\leq r} である。余次元 2 の表面 {\displaystyle r=0} はポアンカレ・キリング地平面であり、{\displaystyle r\to \infty } で {\displaystyle \mathrm {AdS} _{n}} 時空の境界に近づくため、グローバル座標とは異なり、ポアンカレ座標は {\displaystyle \mathrm {AdS} _{n}} 多様体すべてを被覆しない。{\displaystyle u\equiv {\frac {r}{\alpha ^{2}}}} を用いると、この経路油は以下のように書ける：
{\displaystyle ds^{2}=\alpha ^{2}\left({\frac {\,du^{2}}{u^{2}}}+u^{2}(\,dx_{\mu }\,dx^{\mu })\right)}
ここで {\displaystyle x^{\mu }=(t,{\vec {x}})} である。変換 {\displaystyle z\equiv {\frac {1}{u}}} によって、以下のようにも書ける：
{\displaystyle ds^{2}={\frac {\alpha ^{2}}{z^{2}}}(\,dz^{2}+\,dx_{\mu }\,dx^{\mu })}

### 幾何学的性質
半径 {\displaystyle \alpha } の {\displaystyle \mathrm {AdS} _{n}} 計量は対称的 n-次元時空のうち最大のものの一つであり、いかの幾何学的性質を持つ：
リーマン曲率テンソル：
{\displaystyle R_{\mu \nu \alpha \beta }={\frac {-1}{\alpha ^{2}}}(g_{\mu \alpha }g_{\nu \beta }-g_{\mu \beta }g_{\nu \alpha })}
リッチ曲率：
{\displaystyle R_{\mu \nu }={\frac {-(n-1)}{\alpha ^{2}}}g_{\mu \nu }}
スカラー曲率：
{\displaystyle R={\frac {-n(n-1)}{\alpha ^{2}}}}